# Solen marginatus
Solen marginatus, popularmente conhecido como canivete, ligueirão, lingueirão, lingueirão-de-canudo, longueirão, navalha ou navalheira, é uma espécie bivalve marinha da família Solenidae, tendo como principal característica a sua concha larga e estreita em forma de navalha. Vive sob as areias das praias, dentro de tocas, que constrói inflando seu pé hidraulicamente e chamando sua concha para baixo escavando a areia e esguicha água para dentro da areia, retirando-a do seu caminho.
Como possui uma concha muito sensível às pequenas perturbações como salinidade e temperatura, é facilmente capturado ao se jogar sal ou salmoura na toca onde se esconde, fazendo com que ele saia dela rapidamente, emergindo da superfície da areia. É apreciado na culinária de alguns países europeus, como Portugal, França, e também no Canadá.